# Rabóczki Balázs
Rabóczki Balázs (Budapest, 1978. január 9. –) magyar labdarúgó, kapus. Külföldön játszott a svéd IFK Norrköpingben, majd a dán FC Köbenhavnben és a holland Vitesse Arnhemben is. Jelenleg az Újpest  kapusedzője.

## Pályafutása
2017. június 20-án Rabóczki lett az Újpest új kapusedzője, a lila-fehér klub a saját honlapján jelentette be a szerződtetését.

## Sikerei, díjai
- Magyar bajnok: 1999–2000
- Dán bajnok: 2003, 2004
- Dán kupagyőztes: 2004

## Statisztika

### Mérkőzései a válogatottban
| Magyarország | Magyarország       | Magyarország                       | Magyarország | Magyarország | Magyarország       | Magyarország | Magyarország | Magyarország |
| #            | Dátum              | Helyszín                           | Hazai        | Eredmény     | Vendég             | Kiírás       | Gólok        | Esemény      |
| ------------ | ------------------ | ---------------------------------- | ------------ | ------------ | ------------------ | ------------ | ------------ | ------------ |
| 1.           | 2005. december 15. | Phoenix, Chase Field Stadium (USA) | Magyarország | 0 – 2        | Mexikó             | barátságos   | -            |              |
| 2.           | 2005. december 18. | Miami (USA)                        | Magyarország | 3 – 0        | Antigua és Barbuda | barátságos   | -            | 85'          |
|              | Összesen           |                                    |              | 2            | mérkőzés           |              | 0            | gól          |

Jelenleg a Spíler Tv szakkommentátora